# Lita Soler
Ángela Soler Arimón (Palma de Mallorca, 1917 o 1918 - ibídem, 23 de octubre de 1975), conocida popularmente como Lita Soler, fue una modelo española, Miss Baleares 1935 y presidenta de honor del Baleares FC —actual Atlético Baleares— entre 1935 y 1936.
La actividad pública de Soler comenzó el 26 de abril de 1935 cuando, en un acto celebrado en el desaparecido Teatro Lírico de Palma de Mallorca, fue proclamada Miss Baleares y después participó en el certamen nacional de Miss España, entonces llamado Señorita de España, sin lograr ningún resultado significativo. Pero como Miss Baleares Soler mantuvo una relevancia pública a nivel balear que le permitió aparecer en numerosos actos sociales y publicaciones del momento.
Fue una destacada aficionada al deporte en un momento en que sólo en grandes ciudades como Madrid o Barcelona había un movimiento significativo en pro del deporte femenino. En particular se significó como seguidora del Baleares FC y por ello fue nombrada socia de honor del club el 12 de mayo de 1935. Pero la vinculación entre Soler y el club blanquiazul fue más allá y el 9 de agosto del mismo año fue investida presidenta de honor. Fue la primera persona en lograr este título honorífico en la entidad balearica y, seguramente, la primera en lograrlo en cualquier entidad deportiva en Mallorca.
La actividad pública de Lita Soler terminó cuando su mandato de Miss Baleares expiró a mediados de 1936. En todo caso, el golpe de Estado y la posterior guerra civil española acabaron del todo con su presencia pública hasta su muerte en 1975.